# آندریا بومن
آندریا میشل بومن (Aundria Michelle Bowman) (الکسیس میراندا بادجر - Alexis Miranda Badger؛ متولد 23 ژوئن 1974 - ناپدید شده در 11 مارس 1989) یک نوجوان آمریکایی بود که تحت شرایط مرموزی از ملک خانواده‌اش در همیلتون میشیگان ناپدید شد. او در سنین نوزادی به فرزندخواندگی پذیرفته شده بود و زمانی که 14 ساله بود، پدرخوانده‌اش، دنیس بومن به او آزارهای جنسی می‌رساند. مدت کوتاهی پس از این حادثه، او از ملک خانوادگی‌اش ناپدید شد. دنیس بومن ادعا کرد که او قبل از فرار از والدینش پول دزدیده است.
آندریا بومن به مدت بیش از 30 سال به عنوان یک فرد مفقودالاثر شناخته می‌شد و پرونده‌اش به عنوان فراری طبقه‌بندی شده بود. در نوامبر سال 2019، دنیس بومن به خاطر قتل کاتلین دویل در سپتامبر 1980 در نرفولک ویرجینیا دستگیر شد. او در فوریه 2020 به ویرجینیا استرداد شد تا با اتهامات مربوط به قتل دویل مواجهه شود و در مه 2020 به قتل آندریا بومن نیز متهم شد.
پرونده آندریا بومن توجه رسانه‌های ایالات متحدۀ آمریکا را جلب کرد. از جمله در برنامه‌های Inside Edition و Oxygen تحت پوشش قرار گرفتند. همچنین مستند دو قسمتی "Into the Fire: The Lost Daughter" دربارۀ این پرونده در تاریخ 12 سپتامبر 2024 توسط شرکت نتفلیکس منتشر و پخش شد.

## کودکی آندریا بومن
آندریا بومن با نام الکسیس میراندا بادجر در تاریخ 23 ژوئن 1974 در نیواورلئان، لوئیزیانا متولد شد. او در 9 ماهگی توسط مادر بیولوژیکی‌اش، کتی ترکانین (Cathy Terkanian)، که در آن زمان 17 ساله بود، برای فرزندخواندگی گذاشته شد.

## واقعه ناپدید شدن
در اواخر 1988، آندریا بومن نگرانی‌هایی را با کارکنان و معلم دبیرستانش مطرح کرد و از ترس رفتن به خانه ابراز نگرانی کرد. کارکنان مدرسه با پلیس تماس گرفتند و پلیس با آندریا مصاحبه کرد که در آن ادعا داشت پدرخوانده‌اش او را مورد آزار قرار داده است. یک کارمند اجتماعی آندریا را به منزل خانواده‌اش بازگرداند و آن‌ها دربارۀ ادعاهای آندریا مورد بازجویی قرار داد؛ دنیس و همسرش هر دو این ادعاها را رد کردند و گفتند که سرکشی آندریا ناشی از افشای اخیر خانواده‌اش دربارۀ اینکه او از نوزادی به فرزندی پذیرفته شده است، بوده است.
کمی بعد از این حادثه، خانوادۀ بومن به یک خانۀ سیار در منطقه‌ای روستایی در شهرستان الگان نقل مکان کردند. این آخرین جایی بود که آندریا زنده دیده شد. وقتی خانواده‌اش گزارش مفقود شدن او را دادند، دنیس بومن ادعا کرد که از او پول دزدیده و سپس فرار کرده است. پرونده آندریا به عنوان "فرار از خانه" طبقه‌بندی شد.

## تحقیقات و بررسی‌ها
سابقۀ جنایی دنیس بومن در زمان ناپدید شدن او قابل توجه بود: در سال 1980 او پس از اینکه یک زن جوان ادعا کرد که سعی کرده او را به یک منطقۀ جنگلی در میشیگان غربی بکشاند و به او حمله کند، دستگیر شد. او پس از توافق با دادستان‌ها به جرم حمله اعتراف کرد.
در سال 1993 عکس دنیس بومن در موزیک ویدیوی آهنگ "Runaway Train" گروه سول آسایلوم (Soul Asylum) به نمایش درآمد، که در آن تصاویر کودکان گمشده نیز وجود داشت.
در سال 1998 دنیس بومن به خاطر ورود غیرقانونی به خانۀ یک همکار در شهرستان اتاوا و سرقت اقلامی از جمله لباس زیر زنانه دستگیر شد. قبل از صدور حکم در این پرونده، دنیس بومن در نامه‌ای به قاضی مربوطه به دختر گمشده‌اش اشاره کرد: «من پدر دو دختر زیبا هستم، یکی 25 ساله و دیگری 11 ساله و احساس می‌کنم که بودن به عنوان والد یکی از مهم‌ترین و جدی‌ترین کارهایی است که یک فرد می‌تواند انجام دهد».
یک زن ناشناس که در سال 1999 در یک مزرعه ذرت در ویسکانسین پیدا شد، احتمالاً به دلیل شباهت‌های ساختار صورت به آندریا بومن مرتبط دانسته شد. اما با استفاده از دانش تشخیص DNA که توسط مادر بیولوژیکی‌اش، کتی، ارائه شده بود، آندریا به عنوان یک احتمال رد شد و این پرونده 1999 بعداً به عنوان پرونده پگی جانسون شناسایی شد.

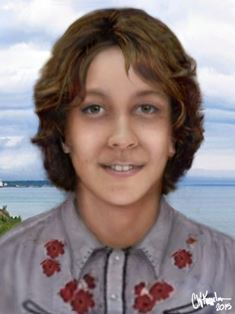
بازسازی صورت توسط کارل کپلمن که در ابتدا تصور می‌شد آندریا باشد اما بعد از طریق آزمایشات DNA ثابت شد که او پگی جانسون است.

دنیس بومن پدرخوانده آندریا در نوامبر 2019 به خاطر قتل حل نشدۀ کاتلین دویل (Kathleen Doyle)، زن 25 ساله‌ای در نروفک ویرجینیا که در تاریخ 11 سپتامبر 1980 اتفاق افتاد، دستگیر شد. در این زمان، بومن در حال گذراندن مراحل قانونی به خاطر تلاش برای حمله به یک زن جوان بود، اما او نتوانسته بود در جلسات دادگاه به مدت دو هفته در سپتامبر 1980 حاضر شود و ادعا کرده بود که عضو نیروی ذخیره دریایی ایالات متحده است و باید در یک تمرین دو هفته‌ای شرکت کند.

### اعترافات و پیدا شدن جسد
در اوایل فوریه 2020، گزارش شد که دنیس بومن، در حالی که در انتظار محاکمه برای قتل کاتلین دویل در زندان بود، به پلیس اعتراف کرد که دخترخوانده‌اش، آندریا را کشته است. چند روز بعد، اعلام شد که بقایای اسکلت آندریا در داخل بشکه فلزی پیدا شده است که توسط لایۀ نازکی از بتن پنهان شده بود. در تاریخ 9 فوریه 2020، دنیس بومن به ویرجینیا منتقل شد تا با اتهامات مربط به قتل خانم دویل مواجهه شود.
سپس با استفاده از آزمایشات DNA تأیید شد که این بقایا متعلق به آندریا بومن است. در تاریخ 15 مه 2020 دنیس بومن به قتل آندریا متهم شد. پلیس اعلام کرد که او به ضرب و شتم آندریا اعتراف کرده و باعث مرگ او به دلیل آسیب سر شده است و سپس بدن او را با تبر و چاقو تکه تکه و بریده است. پس از آن تکه‌ها را داخل یک بشکه قرار داده و در حیاط پشتی خانه‌اش دفن کرده است.
بومن در ژوئن به هر دو اتهام اعتراف کرد و به حبس ابد برای قتل کاتلین دویل محکوم شد. در تاریخ 22 دسامبر 2021، بومن به قتل درجه دوم آندریا دختر 14 ساله، در دادگاه شهرستان الگان محکوم شد و به 35 تا 50 سال زندان اضافی برای قتل آندریا بومن محکوم شد.

## منبع
- ویکی‌پدیا انگلیسی، Murder of Aundria Bowman، 2024.